# Канова (штат)
Канова (англ. Kanawha) — название штата, предложенное для объединения из 39 округов, позднее составивших основу американского штата Западная Виргиния, сформированного 24 октября 1861 года. В нереализованный вариант объединения должны были войти северо-западные округа штата Виргиния, проголосовавшие за отделение от него после присоединения Виргинии к Конфедеративным Штатам Америки в начале Американской гражданской войны 17 апреля 1861 года.

## История

### Референдум в Уилинге
Выход из состава Виргинии был подтверждён во время второго референдума в Уилинге 20 августа 1861 года. Название Канова было предложено учредительным комитетом штата по названию реки, протекавшей по территории отделившихся округов (река, в свою очередь, получила название по имени индейского племени, проживавшего на этой территории и покинувшего её после 1780 года ).

### Изменение имени
Во время Первого конституционного собрания, прошедшего в Уилинге 3 декабря 1861 года, Хармон Синсел, представлявший округ Тейлор, высказался против использования названия Канова. При обсуждении стало ясно, что название штата Канова совпадает с названием округа Канова, находящимся в том же штате. Одновременно участники собрания пожелали отразить связь со штатом Виргиния. После многочисленных дебатов было принято решение найти новому штату другое название.
В дальнейшем обсуждении предлагались варианты Аллегейни (англ. Allegheny), Огаста (англ. Augusta), Колумбия (англ. Columbia), Новая Виргиния (англ. New Virginia), Вандалия (англ. Vandalia, в честь неосуществлённого проекта колонии Вандалия), Западная Виргиния (в двух вариантах: англ. West Virginia и англ. Western Virginia). Было решено определить название штата голосованием. 30 из 44 участников собрания отдали предпочтение варианту Западная Виргиния (West Virginia), что и стало официальным названием штата.

## Состав штата
Во время конституционного собрания границы штата неоднократно менялись. Изначально это были 39 округов, из которых 15 голосовали в пользу отделения Виргинии от Соединённых Штатов на референдуме 23 мая 1861 года. В дальнейшем ещё 9 округов, также голосовавших против США, присоединились к вновь образованному штату.

## Официальное признание
Штат Западная Виргиния, к этому моменту включавший 50 округов, объединил  северо-западную часть Виргинии и был признан по решению президента Линкольна 20 апреля 1863 года, с вступлением решения в действие через 6 дней. Формальное присоединение к США состоялось 20 июня 1863 года.